# Acalypha patens
Acalypha patens é uma espécie de flor do gênero Acalypha, pertencente à família Euphorbiaceae.